# Hamburger Fremdenblatt
O Hamburger Fremdenblatt foi um dos mais importantes jornais diários do século XIX e início do século XX editado na cidade-estado de Hamburgo, na Alemanha.

## História
O jornal começou a ser editado a partir de 1828, voltado para estrangeiros que migraram para a cidade-estado Hamburgo. No entanto, a população local aderiu ao jornal, fazendo que ele crescesse.
Em 1936, Hamburger Fremdenblatt foi proibido pelos nazistas e, no início de setembro de 1944, o jornal foi obrigado a integrar o Hamburger Anzeiger e o Hamburg Tagblatt.
Depois da guerra, em 1945, todos os jornais alemães foram banidos pelo Conselho de Controle Aliado. Jornais sem a autorização do Conselho, só poderiam voltar em 1949, assim que a liberdade de imprensa fosse concedida. 
Os herdeiros de Broschek, fizeram, em 1954, uma tentativa de reviver o jornal, mas sem sucesso. Posteriormente, o jornal Hamburger Abendblatt, fundado em 1954, imprimiu em 1992 Hamburger Fremdenblatt como subtítulo, na tentativa de obter os direitos sobre o nome ante aos seus concorrentes. Por conta disso, o Fremdenblatt é, equivocadamente, confundido como o antecessor do Hamburger Abendblatt.

## Características
O Hamburger Fremdenblatt se distinguia dos demais jornais pelo seu formato extraordinariamente grande, fazendo com que se destacasse naturalmente, em relação aos demais jornais.
O jornal ilustrava muito de seus artigos na década de 1920 com grandes fotografias, impressas com chapa de cobre - que era uma novidade na época, quando os jornais ainda eram predominantemente feitos apenas de textos.